# 太子 (名古屋市)
太子（たいし）は、愛知県名古屋市緑区の町名。現行行政地名は太子一丁目から太子三丁目。住居表示未実施。

## 地理
名古屋市緑区の中央部に位置し、東に大将ケ根、南西に境松、北西に鳴海町、北東に姥子山と接する。

## 歴史

### 町名の由来
「太子ヶ根」と呼ばれていたことに由来する。古くは「太子が根」「太子賀根」とも書かれた。「太子」とは、大師信仰に基づくものだという。なお当地周辺の字名「大将ヶ根」は、桶狭間の戦いの際に織田信長が当地で兵を結集して旗揚げをしたことから「太子ヶ根」が「大将ヶ根」に変化したと言われる。

### 沿革
- 1979年（昭和54年） - 鳴海町の一部より太子一～三丁目が成立[6]。

## 世帯数と人口
2019年（平成31年）3月1日現在の世帯数と人口は以下の通りである。
| 丁目       | 世帯数    | 人口    |
| ---------- | --------- | ------- |
| 太子一丁目 | 669世帯   | 1,458人 |
| 太子二丁目 | 327世帯   | 804人   |
| 太子三丁目 | 365世帯   | 748人   |
| 計         | 1,361世帯 | 3,010人 |

### 人口の変遷
国勢調査による人口の推移
| 1995年（平成7年）  | 3,508人 | [ 8 ]  |  |
| 2000年（平成12年） | 3,291人 | [ 9 ]  |  |
| 2005年（平成17年） | 3,270人 | [ 10 ] |  |
| 2010年（平成22年） | 3,095人 | [ 11 ] |  |
| 2015年（平成27年） | 3,059人 | [ 12 ] |  |

## 学区
市立小・中学校に通う場合、学校等は以下の通りとなる。また、公立高等学校全日制普通科に通う場合、学区は以下の通りとなる。なお、小学校は学校選択制度を導入しておらず、番毎で各学校に指定されている。
| 丁目       | 小学校                                    | 中学校               | 高等学校 |
| ---------- | ----------------------------------------- | -------------------- | -------- |
| 太子一丁目 | 名古屋市立東丘小学校 名古屋市立太子小学校 | 名古屋市立東陵中学校 | 尾張学区 |
| 太子二丁目 | 名古屋市立太子小学校                      | 名古屋市立東陵中学校 | 尾張学区 |
| 太子三丁目 | 名古屋市立太子小学校                      | 名古屋市立東陵中学校 | 尾張学区 |

## 交通
- 愛知県道237号新田名古屋線

## 施設
- 名古屋市立太子小学校

## その他

### 日本郵便
- 郵便番号 : 458-0823[3]（集配局：緑郵便局[15]）。